# Romániai magyar ábécéskönyvek
Ábécéskönyv Erdélyben (1918-1980) az ábécéskönyv az írás-olvasás megtanításának és elsajátításának legfőbb eszköze, s így a nemzetiség anyanyelvi írásbeliségének és irodalmi műveltségének mindenkori kiindulópontja.

## A két világháború közt
Románia magyar tannyelvű állami és felekezeti iskoláinak első elemi osztályában kezdetben a fonomimikai módszer volt általános: a hangok ábrázolása kézlejtéssel és az olvasni tanítás kézmozdulatok segítségével. Ennek a módszernek felelt meg Vajna Károly és P. Szabó József első romániai magyar ABC- és olvasókönyve (Kézdivásárhely, 1920), pótlólag kiadott módszeres tájékoztatójával.
A fonomimikai és az írva olvastató módszerek egyeztetését ötletes megoldással kísérelte meg Bálint Ákos Öröm-Ábécé és olvasókönyv c. kötete (Gergely Zsombor és Vajda Béla rajzaival, Gyergyószentmiklós, 1922). A több kiadást megért munka már az első órákon képek segítségével vezette rá a gyermekeket a betűk és szavak kiolvasására, s előgyakorlatokkal készítette elő az írás és olvasás együtt haladását. Módszertani tapasztalatait, gyakorlati megoldásait és elképzeléseit a szerző 1924-ben kiadott Mesés vezérfonál az ÖRÖM-ÁBÉCÉ-ből való olvasás-írás tanításához... c. útmutatójában az elemi I. osztály minden tantárgyára kiterjesztette.
Az 1920-as évek elején jelent meg Szentpétery Lajosné sz. Haller Zsuzsa A kis gyermek első könyve (Kolozsvár, é. n.) c. ábécéskönyve, melyhez függelékül a román nyelv tanításának előkészítésére Mihail Găzdac szerkesztésében Képes Román ABC járult a magyar nyelvtől eltérő hangoztatás, írás és olvasás gyakorlására. A tankönyv 3. kiadását Kandray Géza és Mihail Găzdac teljesen átdolgozta (Déva, 1930).
A katolikus elemi iskolákban az Egri-féle Ábécéskönyv fonomimikai alapon c. könyvet használták Mohalyi Gábor átdolgozásában, aki a hagyományos munkát az erdélyi viszonyokra alkalmazta (Kolozsvár, 1927). Újítása, hogy nagy súlyt helyez a helyesírás és fogalmazás tanítására. Az eredeti könyv művészi illusztrációit Mohalyi primitív rajzokkal helyettesítette, egyrészt hogy felkeltse a tanulók rajzolókedvét, másrészt hogy a tanítókat pár vonásból álló rajzok minél gyakoribb alkalmazására serkentse.
A református felekezeti iskolák elemi osztályai számára jelent meg Fejes Áron és Felméri Sándor szerkesztésében az Új Ábécé Dócziné Berde Amál illusztrációival (Kolozsvár, 1931), amely a hozzá tartozó vezérkönyv szerint a nagyenyedi tanítóképző gyakorló iskolájában szerzett tapasztalatok felhasználásával készült s "a jelképes, írva olvasó és fonomimikai módszereket egyeztető" munka. 1938-ban jelent meg a minden iskolatípusnak szóló Abecedar – A Minerva Irodalmi és Nyomdai Műintézet Részvénytársaság ábécés könyve Lőrinczi Ferenc, Bedelean Diomed, Kali Sándor és Ősz Sándor szerkesztésében.

## A második világháború idején
1941 és 1944 között Dél-Erdélyben Erdélyi Gyula és Nemes János Betűerdő c. ABC- és olvasókönyve (Nagyenyed, 1941) látta el a magyar iskolákat. 3. kiadása még 1945-ben is megjelent, felekezeti különbség nélkül bármely népiskola számára.

## 1944 után
1944 után egészen az 1948-as tanügyi reformig a régi tankönyvek voltak forgalomban, de már 1946-ban a Palkó János és Simon Károly szerkesztésében megjelent Hogyan tanítsunk? c. munkával új pedagógiai szakirodalom kialakulása kezdődött. Az első új Ábécéskönyv 1948-ban jelent meg a szerzők nevének feltüntetése nélkül. Ez volt Auer Ferenc és Péterfy Emília munkája, a rajzokat Tóth István készítette. Az analitikus-szintetikus-fonetikai módszer alapján készült egységes tankönyvet az ország valamennyi magyar tannyelvű iskolájában kisebb módosításokkal 1957-ig használták.
Az 1957-58-as tanévben új ábécéskönyv került forgalomba, ugyancsak az elemző-összetevő fonetikai módszer alkalmazásával. Szerzői: Bakó Béla, Lászlóffyné Márton Ilona és Trozner Piroska. Ezt 1970-ig együtt használták az I. osztály számára kiadott külön olvasókönyvvel és nyelvtannal. Az 1970-71-es tanévtől ismét új ábécéskönyvet hozott forgalomba a bukaresti Tankönyvkiadó, az olvasási anyaggal együtt (Soó Zöld Margit színes illusztrációival; újranyomás 1973-ban és 1977-ben). A kötet szerzői, Balla Sára és Simon Jolán, tapasztalataikat és tanácsaikat A tanító kézikönyve az ábécé tanításához c. munkájukban (1971, 1975) foglalták össze.
1977-ben a Tankönyvkiadó pályázatot hirdetett új ábécéskönyv megírására. Az I. díjat nyert tankönyv 1979-ben került forgalomba Betűvilág-Mesevilág címmel. Szerzői: Bocz Irma és Albert Ibolya. A rajzokat Pusztai Péter készítette. A tankönyvvel egy időben jelent meg A tanító kézikönyve az ábécé tanításához c. módszertani munka, melyben a szerzők hangsúlyozták, hogy tankönyvük felépítésében az elemző-összetevő fonetikai módszer elveit alkalmazták, újításaik azonban lényegbevágóak. Az a cél vezérelte őket, hogy a hatéves kisiskolás cselekvőleg, játékosan, kedvvel sajátítsa el az olvasást és írást. Az előkészítő szakaszban a képolvasást alkalmazták, a betűtanítást követő szakaszban is a szóképből választották ki az új betűt. Az írás nem halad párhuzamosan az olvasással. Az olvasás alapegysége nem a szótag, hanem a szó.

## Tanári segédkönyvek
Az ábécéskönyvek használatához több segédkönyvet szerkesztettek a tanítók számára. Ilyen Székely Erzsébet Barangolás meseországban c. vers-, mese- és elbeszélésgyűjteménye (Árkossy István rajzaival, 1971), Kuszálik Piroska és Péterfy Emília 1975-ös és Péterfy Emília 1976-os kézikönyve, Bocz Irma Így érünk el a betűk országába c. munkája (1977), s később Győrfi Ibolya és Király László tankönyve a tanítóképző pedagógiai líceumok számára (A magyar nyelv tanításának módszertana az I-IV. osztályban, 1979).

## Gyógypedagógiai ábécéskönyvek
A magyar tannyelvű süketnéma-iskolák számára külön ábécéskönyvek készültek. Az első Szabó László és Furdekné Marschalkó Irén szerkesztésében 1960-ban jelent meg, később Halgia Gizella és Tóth Éva új tankönyvét használták a süketnémák (Unipan Helga és Soó Zöld Margit rajzaival, 1976). Ehhez segédkönyvként szolgált Lucia Măescu-Caraman eredeti román munkájának Munkafüzet a beszédkészség fejlesztésére c. magyar fordítása.